# Sagalassa
Sagalassa is een geslacht van vlinders van de familie Brachodidae, uit de onderfamilie Brachodinae.

## Soorten
- S. aequalis (Walker, 1862)
- S. ambigua Turner, 1941
- S. ampla Turner, 1941
- S. androgyna (Turner, 1913)
- S. apiscota Lower, 1903
- S. basichrysa Lower, 1916
- S. buprestoides Walker, 1864
- S. centropis Meyrick, 1907
- S. coleoptrata (Walker, 1854)
- S. conspersa Turner, 1941
- S. cryptoleucella Walker, 1866
- S. cryptopyrrhella Walker, 1866
- S. chrysauge (Felder, 1875)
- S. desmotoma Lower, 1896
- S. diabolus Felder, 1875
- S. emplecta Turner, 1941
- S. eubrachycera Diakonoff, 1967
- S. falsissima (Dognin, 1910)
- S. heterozyga (Turner, 1913)
- S. holodisca Meyrick, 1907
- S. homotona Swinhoe, 1892
- S. isomacha Meyrick, 1925
- S. leucopis Meyrick, 1907
- S. lilacina Walsingham
- S. lygropis (Turner, 1913)

- S. mesochrysa Lower, 1903
- S. metallica Walker, 1856
- S. micrastra Meyrick, 1907
- S. nephelospila Meyrick, 1912
- S. omichleutis Meyrick, 1907
- S. orthaula Meyrick, 1907
- S. orthochorda Meyrick, 1922
- S. pammelas (Turner, 1913)
- S. platysema Meyrick, 1921
- S. poecilota Turner, 1923
- S. resumptana (Walker, 1863)
- S. robusta Walker, 1856
- S. triphaenoides Butler, 1883
- S. valida Walker, 1856